# ジョゼフ・アウン
- ジョゼフ・アウン
- ジョセフ・アウン

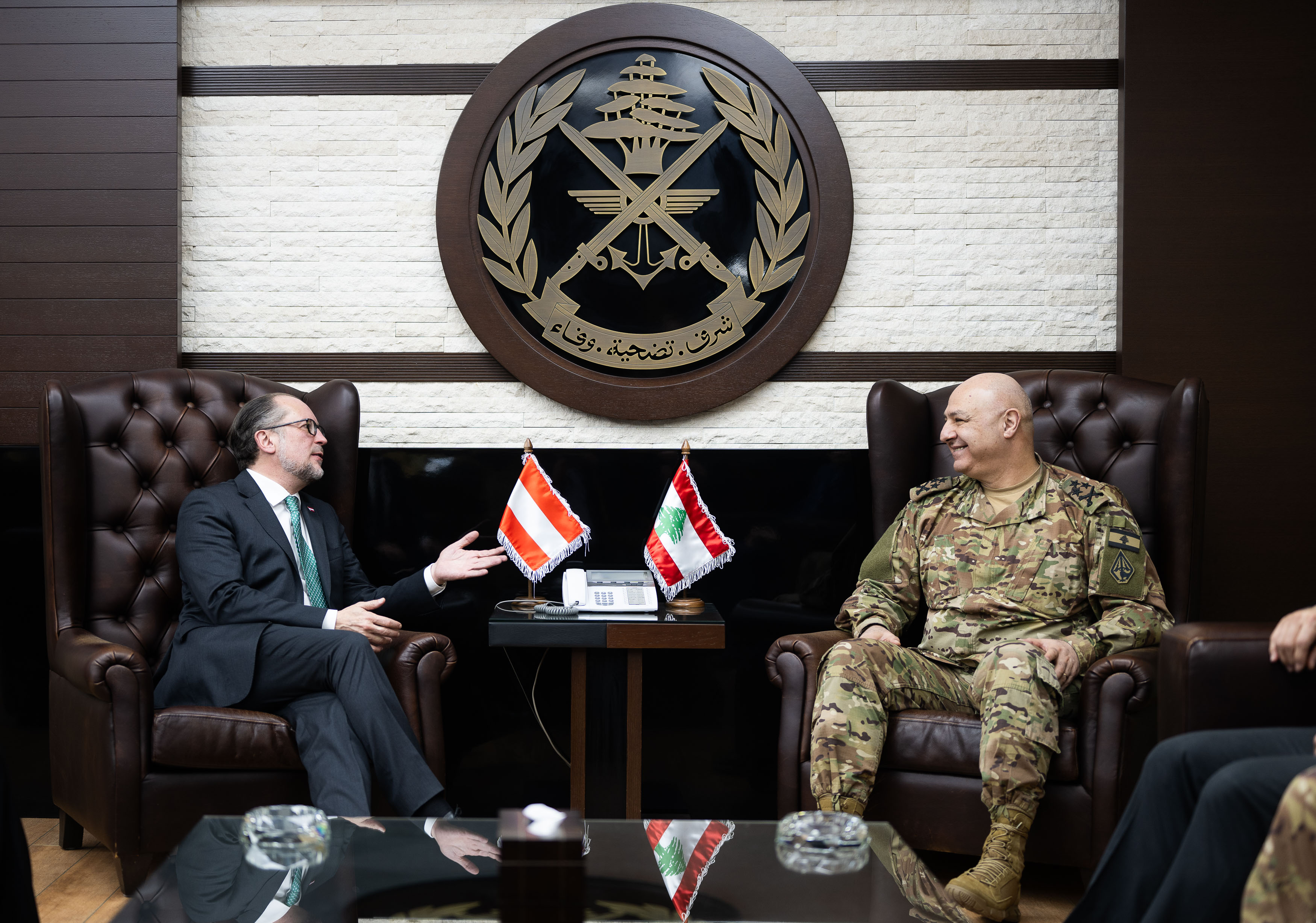
オーストリアのアレクサンダー・シャレンベルク外相（左）と会談するアウン（右）（2024年2月撮影）

ジョゼフ・ハリール・アウン（アラビア語：جوزيف خليل عون, 文語口語混合一般呼称：Jōzēf Khalīl ʿAwn(/ʿAun、ジョーゼーフ・ハリール・アウン), 口語アラビア語発音：Jōzēf Khalīl ʿOun(ジョーゼーフ・ハリール・オウン)/ʿŌn(オーン)、英字表記：Joseph Khalil Aoun、1964年1月10日 - ）は、レバノンの政治家、軍人。同国第13代大統領。2017年から第14代レバノン軍の統合司令官を兼任。マロン派キリスト教徒。
日本語の報道では「ジョセフ」と表記されることもある。同じく同国の大統領を務めたミシェル・アウンとは血縁関係はない。

## 略歴
1964年に首都ベイルート東郊のスィン・アル＝フィール（スィン・エル＝フィール）で、中流階級の子として誕生。アウンの家族はレバノン南部のアル＝アイシーヤから移住してきた。コレージュ・モン・ラ・サールで中等教育を受ける。
2007年にレバノン・アメリカン大学で政治学と国際問題学の学士を取得し、レバノン陸軍士官学校で軍事科学の学士号を取得した。

### 軍歴
1983年にレバノン軍に入隊。入隊中、アウンは2008年に米軍との合同軍事演習に参加し、2015年から陸軍第9歩兵旅団の団長も務めている。レバノン内戦下の1990年、レバノン軍特殊部隊「ファウジュ・アル＝マガーウィール」に中尉として従事。隊長であったバッサーム・ジェルジー（英語：Bassam GergiないしはBassam Jerji）が戦死すると、アウンは後任の隊長として最前線の指揮を行った。
2017年3月8日、レバノン政府は彼をジャーン・カフワジーの後任として、アウンをレバノン軍統合司令官に任命した。在任中、ISILやアル＝ヌスラ戦線との戦闘の指揮を行い、同年8月9日にはISILの拠点を攻撃し、弱体化させた。2021年3月8日、アウンはレバノン経済危機が起こると政府の対応を熱烈に批判。やがて、この批判によってアウンの名は広まる。
2023年10月15日、アマルや進歩社会党などの野党から支持を得て、国民議会で統合司令官としての任期を延長を許可。その直前にガザ地区のハマスがイスラエルを奇襲攻撃して両者の全面戦争に発展し、ハマスと連携するヒズボラが拠点とするレバノンにも戦火が拡大した。翌2024年のイスラエル軍によるレバノン侵攻もアウンが指揮官として陣頭に立った。同年11月28日、議会でアウンの任期を2度延長することで可決された。

### 政界進出
アウンの大統領候補となる可能性が高まったのは2022年にレバノン軍団党首のサミール・ジャアジャアがアウンを支持する声明を出したことである。ジャアジャアはミシェル・アウン大統領の後任としてアウンが相応しいと提議。アウンはレバノン軍団などの野党の他に米国やカタールなどからの支持も得た。
2022年12月、カタール特使は、米国、フランス、サウジアラビア、エジプトから成るレバノン問題の対策委員会を創設し、アウンへの支持を改めて確認した。当時、進歩社会党党首であったワリード・ジュンブラートもアウンを必ず大統領として選出させると声明した。

### 大統領（2025年-）
レバノンでは2022年から大統領が空席だったが、2022年からの大統領選挙で13回目となる指名投票が2025年1月9日に国民議会で行なわれ、アウンが128票中99票を得て勝利した。有力政党でもあるシーア派組織ヒズボラ及びこれと近い勢力と非ヒズボラ派の対立などから、大統領を選出出来ない政治空白が続いてきたが、ヒズボラはイスラエルの攻撃による指導者の相次ぐ戦死などによって影響力が低下、ヒズボラが推してきた候補が取り下げ、ヒズボラ派もアウンに投票することとなり非ヒズボラ派のアウンが選出された。アウンの在任中は政治的安定を保つことが課題となる。
アウンは就任演説で「麻薬密売、司法制度の改正、汚職と貧困の撲滅を遂行させる。」と語った。就任演説でイスラエル軍の侵攻を食い止めることを公約に掲げた。

## 人物
妻のニウマト・ニウマ（口語発音他：ナアマト・ナアマ、ネエメト・ネエメ）ことニウマト・アウン（ナアマト・アウン/ネエメト・アウン）との間に男子ハリールと女子ヌールの2人の子を儲けた。アウンは母語のアラビア語、フランス語、英語を流暢に話す。
前任者のミシェル・アウンとは無関係だが、同じマロン派キリスト教徒である。